# Fundació Catalunya Fons
La Fundació Catalunya Fons és una entitat constituïda el 1983, a iniciativa de Joaquim Fons i Pont, per a la defensa dels drets nacionals dels catalans, tant individuals com col·lectius, i especialment els reconeguts per la Declaració Universal dels Drets Humans.
Entre les seves funcions destaca l'assistència jurídica a causes relacionades amb violacions dels drets nacionals, culturals o lingüístics dels catalans; el suport a iniciatives i projectes en defensa dels drets dels catalans; la difusió de la situació actual de Catalunya i els altres Països Catalans des d'una perspectiva de drets humans i de comunitat nacional i la defensa de l'ús del català. El 2013 va elaborar junt amb la Plataforma per la Llengua l'informe «“En espanyol o nada” 40 casos greus de discriminació lingüística a les administracions públiques.»
Té un conveni de col·laboració amb el Grup de Periodistes Ramon Barnils, en virtut del qual patrocina els continguts de l'Observatori crític dels mitjans Mèdia.cat i l'Anuari Mèdia.cat dels silencis mediàtics. És una de les entitats impulsores del «Manifest per la dignitat democràtica» davant la banalització del nazisme. Forma part del «Cens d'entitats de foment de la llengua catalana» que agrupa fundacions i associacions que duen a terme activitats per fomentar la llengua catalana.

## Publicacions
- Torrents Vivó, Eloi (red.); Plataforma per la Llengua i Fundació Catalunya. “En espanyol o nada” 40 casos greus de discriminació lingüística a les administracions públiques, 2013, p. 81 [Consulta: 20 maig 2016]. Arxivat 2021-08-26 a Wayback Machine.